# کیم سونگ-هوی (بازیکن فوتبال)
کیم سونگ-هوی (کره‌ای: 김성희؛ زادهٔ ۲۳ فوریهٔ ۱۹۸۷) بازیکن فوتبال زن اهل کره شمالی بود.
وی همچنین در تیم ملی فوتبال زنان کره شمالی بازی کرده است.